# Синчукова, Елена Александровна
Елена Александровна Синчукова (род. 23 января 1961, Кемерово), в девичестве Иванова — советская и российская легкоатлетка, специалистка по прыжкам в длину. Выступала за сборные СССР и России по лёгкой атлетике в 1980-х и 1990-х годах, обладательница серебряной и бронзовой медалей чемпионатов Европы, серебряная призёрка Кубка мира, многократная чемпионка и призёрка первенств национального значения, участница летних Олимпийских игр в Атланте. Представляла Москву.

## Биография
Елена Синчукова родилась 23 января 1961 года в городе Кемерово.
Начала заниматься лёгкой атлетикой в 1975 году, первое время выступала в многоборье, позже перешла в прыжки в длину. Проходила подготовку под руководством заслуженного тренера СССР Вячеслава Фёдоровича Соколова. Состояла в добровольном спортивном обществе «Спартак» и в ЦСКА.
Впервые заявила о себе на международном уровне в сезоне 1979 года, когда вошла в состав советской национальной сборной и выступила на юниорском европейском первенстве в Быдгоще, где стала шестой в программе пятиборья.
В 1982 году в прыжках в длину выиграла бронзовую медаль на чемпионате СССР в Киеве. Позже побывала на чемпионате Европы в Афинах, откуда так же привезла награду бронзового достоинства.
В 1983 году на зимнем чемпионате СССР в Москве стала серебряной призёркой.
На зимнем чемпионате СССР 1984 года в Москве вновь получила серебро.
В 1987 году на зимнем чемпионате СССР в Пензе добавила в послужной список ещё одну серебряную награду, выигранную в прыжках в длину.
В 1991 году уже под фамилией Синчукова взяла бронзу на зимнем чемпионате СССР в Волгограде, одержала победу на чемпионате страны в рамках X летней Спартакиады народов СССР в Киеве, тогда как на соревнованиях в Будапеште установила свой личный рекорд в прыжках в длину — 7,20 метра. Принимала участие в чемпионате мира в Токио, где с результатом 7,04 метра заняла четвёртое место.
В 1992 году в составе Объединённой команды, собранной из спортсменов бывших советских республик, завоевала серебряную медаль на Кубке мира в Гаване, уступив только титулованной немке Хайке Дрекслер.
После распада Советского Союза представляла российскую национальную сборную. Так, в 1993 году победила на чемпионате России в Москве, стала второй в личном зачёте на Кубке Европы в Риме, закрыла десятку сильнейших на чемпионате мира в Штутгарте.
В 1994 году была лучшей на зимнем чемпионате России в Липецке, заняла седьмое место на чемпионате Европы в помещении в Париже, получила бронзу на летнем чемпионате России в Санкт-Петербурге.
В 1995 году показала второй результат в личном зачёте тройного прыжка на Кубке Европы в Лилле.
В 1996 году в прыжках в длину выиграла зимний чемпионат России в Москве, тогда как на последовавшем чемпионате Европы в помещении в Стокгольме стала серебряной призёркой позади датчанки Ренаты Нильсен. На летнем чемпионате России в Санкт-Петербурге так же получила серебро. По итогам чемпионата удостоилась права защищать честь страны на Олимпийских играх в Атланте — показала здесь результат 6,31 метра, не сумев преодолеть предварительный квалификационный этап.
В 1998 году на зимнем чемпионате России в Москве стала бронзовой призёркой в прыжках в длину.
Завершила спортивную карьеру по окончании сезона 1999 года.